# Westland-Hill Pterodactyl

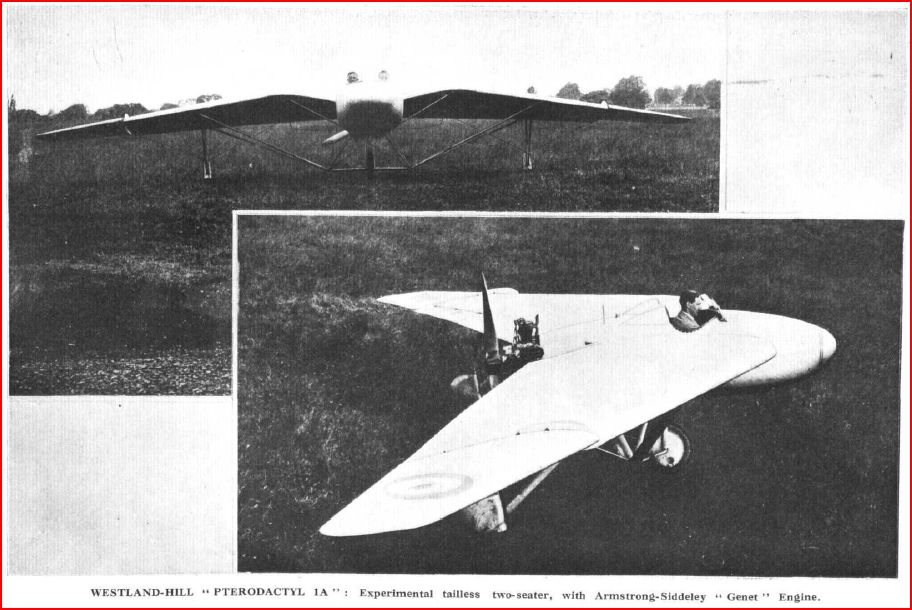
Westland Pterodactyl IA

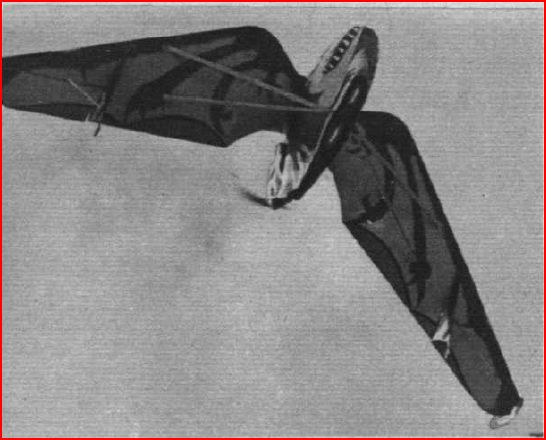
Westland Pterodactyl IV

Westland-Hill Pterodactyl war die von dem Flugsaurier Pterodactylus abgeleitete Bezeichnung für eine Serie britischer Experimentalflugzeuge, deren Entwicklung in den 1920er-Jahren begann.

## Geschichte
Das ungewöhnliche Konzept wurde von Geoffrey T. R. Hill entwickelt und die Flugzeuge von Westland Aircraft gebaut. Die ersten Exemplare waren schwanzlose Schulter- bzw. Hochdecker mit vollbeweglichen Flügelspitzen zur Steuerung, mit denen man die Problematik von Strömungsabrissen und Trudeln abstellen wollte. Später waren auch Jagd- und Transportflugzeuge in der Entwicklung.
Die Konstruktionen sollen durch die Beobachtung von Seemöwen inspiriert worden sein. Wenn die beiden beweglichen Flügelspitzen in die gleiche Richtung bewegt wurden, wirkten sie als Höhenruder, wurden sie in entgegengesetzte Richtungen bewegt, wirkten sie als Querruder. Beim Pterodactyl V wurde die oben liegende Tragfläche gegen einen darunter liegenden Flügelstummel abgestrebt, wodurch das Erscheinungsbild eines Anderthalbdeckers entstand.

## Varianten
- Pterodactyl I mit drehbaren Flügelspitzen

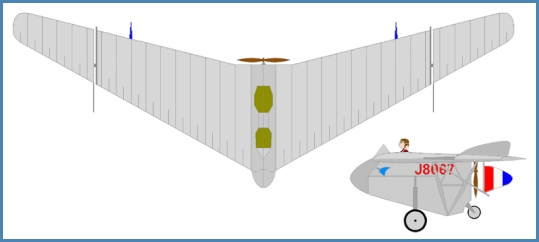
Westland-Hill Pterdactyl I

- Pterodactyl IA mit drehbaren Flügelspitzen

Motor Bristol Cherub
- Pterodactyl IB mit drehbaren Flügelspitzen

Motor Armstrong Siddeley Genet
- Zweisitzer Pterodactyl IV mit geschlossenem Cockpit und normalen SteuerklappenPterodactyl 1c

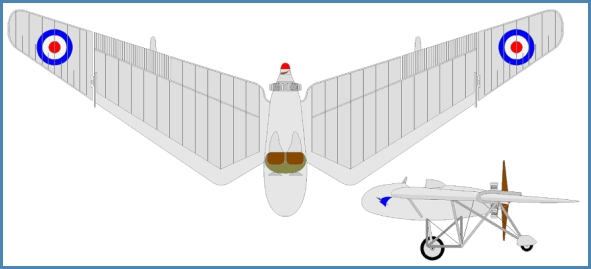
Pterodactyl 1c

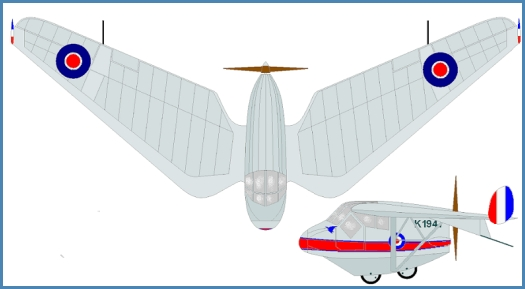
Pterodactyl IV

- Pterodactyl V : Jagdflugzeug mit einem 600 PS leistenden Motor Rolls-Royce Goshawk zwei Vickers-Maschinengewehren und normalen Steuerklappen

Nicht gebaute Projekte:
- Pterodactyl VI

Zweisitziges Jagdflugzeug entsprechend der Air Ministry Specification F.5/33 mit Schubpropeller und einem beweglichen Waffenturm in der Bugspitze.
- Pterodactyl Mk VII

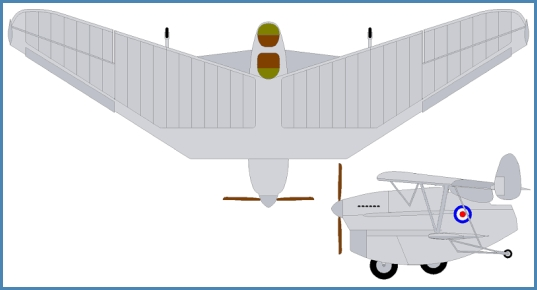
Pterodactyl V

Flugboot mit jeweils zwei Zug- und Schubpropellern, basierend auf der Spezifikation R1/33.
- Short Brothers-Hill Pterodactyl VIII

Nurflügelentwurf mit fünf von Rolls-Royce-Griffon-Motoren angetriebenen Schubpropellern als transatlantisches Passagierflugzeug.
Die Pterodactyl IA aus dem Jahre 1925 befindet sich heute im Londoner Science Museum.